# Ferdinand August von Spiegel
Pour les articles homonymes, voir Spiegel.
Le comte Ferdinand August von Spiegel zum Desenberg und Canstein (né le 25 décembre 1764 au Château de Canstein à Marsberg, mort le 2 août 1835 à Cologne) est l'archevêque de Cologne de 1824 à 1835.

## Biographie
Ferdinand August vient de la famille de noblesse westphalienne Spiegel. Il est le cinquième enfant de son père, le chevalier Theodor Hermann von Spiegel zum Desenberg  avec sa seconde épouse Adolphine Franziska von Landsberg zu Erwitte. Il est le demi-frère de Franz Wilhelm von Spiegel, ministre de Cologne. Sa mère meurt en 1777, puis son père en 1779.
Avec son frère Max, il va à l'école de Fulda où jusqu'en 1783 il reçoit une formation théologique, philosophique et juridique. De 1783 à 1785, il étudie le droit et l'économie à Münster où il vit avec un oncle religieux. En mai 1783, il devient chanoine, reçoit la tonsure et les ordres mineurs. Sensible aux idées des Lumières, il n'aspire pas à une grande carrière religieuse. Après une candidature qui échoue en 1788, il réussit à être nommé dans les diocèses d'Osnabrück et de Hildesheim. Après la mort de son oncle en novembre 1793, il est consacré sous-diacre.
En 1790, il assiste le prince-électeur et archevêque Maximilien François d'Autriche, évêque de Münster, au couronnement de Léopold II du Saint-Empire à Francfort-sur-le-Main. L'archevêque le nomme conseiller privé.
Alors qu'en été 1794, les troupes françaises menacent le diocèse de Münster et la plupart des chanoines quittent la ville, il poursuit les activités du chapitre. Le 25 juillet 1796, l'évêque auxilaire Kaspar Maximilian Droste zu Vischering (de) lui accorde le diaconat. En reconnaissance de ses services, il est élu le 29 juillet 1799 doyen de la cathédrale. Mais l'archevêque Maximilien François lui refuse le vicariat général.
Après sa mort en 1801, Ferdinand August von Spiegel devient hochstift et entre dans le chapitre de Münster et Cologne grâce à l'appui d'Antoine Victor d'Autriche qui espérait qu'un fils d'une famille noble empêche la sécularisation, ce qui n'a pas lieu.
Le 3 août 1802, les troupes prussiennes occupent Münster. Spiegel s'entretient avec eux pour garder du pouvoir. Il empêche à Berlin la dissolution de l'évêché de Münster. Dans la tourmente des guerres napoléoniennes, il se retire en 1810, d'autant plus que les Français abolissent le chapitre en 1811. Mais il les rencontre aussi. Napoléon le nomme évêque de Münster le 14 avril 1813 mais pas la papauté, il est juste Vicarius Capitularis contre l'actuel, Clément-Auguste Droste zu Vischering, le frère de Kaspar. Malgré tout, il réforme l'église.

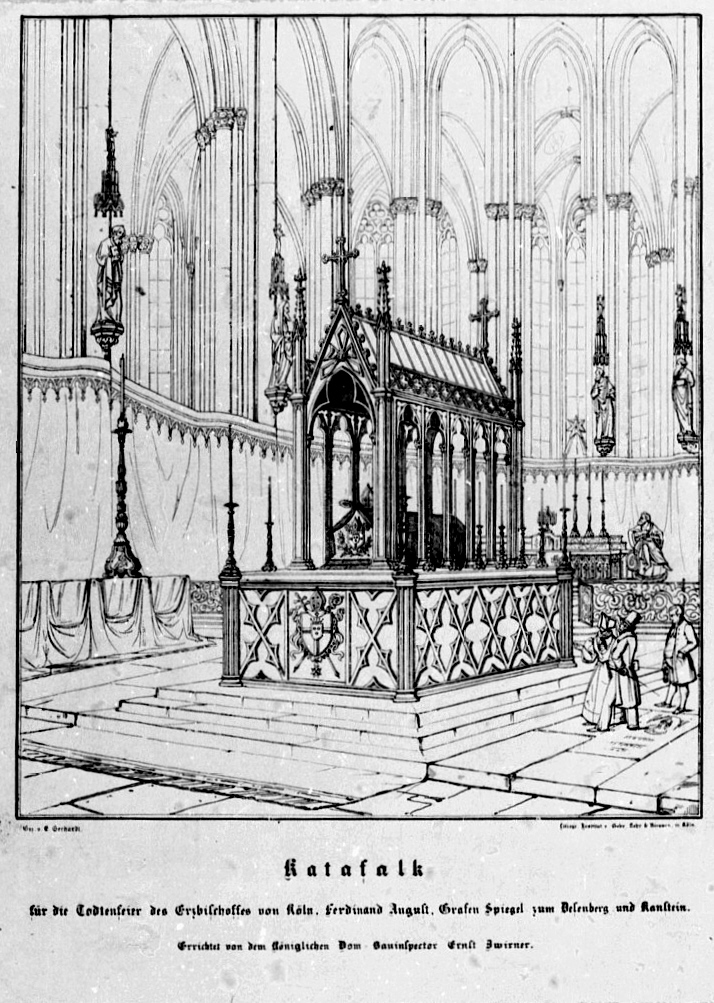
Catafalque de Spiegel en 1835

Après la chute de Napoléon, il renoue avec les Prussiens qui le renie et démissionne en 1815. De 1814 à 1815, il participe au Congrès de Vienne, où il fait campagne pour une église nationale allemande indépendante de Rome, sans succès. Il soutient ensuite Frédéric-Guillaume III de Prusse qui le fait comte le 17 janvier 1816. Le pape plaide la liberté ecclésiastique dans une bulle De salute animarum (1821). Les Prussiens le reconnaissent archevêque de Cologne. Il reconnaît le pape Pie VII et lui présente des excuses. Son successeur Léon XII vient avec l'empereur pour l'ordination de Spiegel le 20 décembre 1824.
Après son installation à Cologne le 21 avril 1825, il reçoit son titre de l'évêque de Trêves le 11 juin. Son ami, le compositeur Maximilian-Friedrich von Droste zu Hülshoff (de) lui écrit son troisième Te Deum. Il perpétue ses réformes et l'indépendance de l'église. En désaccord avec le gouvernement prussien sur l'éducation des enfants et les mariages mixtes, il signe avec lui une convention à Berlin. Mais le pape Grégoire XVI la refuse.
Ferdinand August von Spiegel meurt en août 1835, d'une maladie, probablement un cancer, qui s'est déclaré en 1833. Il repose à l'intérieur de la cathédrale de Cologne.